# Phenacoccus eremicus
Phenacoccus eremicus är en insektsart som beskrevs av Ferris 1950. Phenacoccus eremicus ingår i släktet Phenacoccus och familjen ullsköldlöss. Inga underarter finns listade i Catalogue of Life.